# Samantha Stewart
Samantha Gayle Stewart (* in Myrtle Beach, Horry County, South Carolina) ist eine US-amerikanische Schauspielerin.

## Leben
Stewart wurde im Süden der USA geboren und verbrachte den Großteil ihrer Kindheit in Nashville. Bis zu ihrem 17. Lebensjahr schauspielerte und modelte sie dort, ehe sie nach Los Angeles zog. Sie erwarb nach zweieinhalb Jahren ihren Bachelor of Arts in Theater an der Pepperdine University. Sie debütierte 2009 in einer Episode der Fernsehserie Dr. House als Fernsehschauspielerin. 2012 hatte sie eine der Hauptrollen im Film Bikini Spring Break Massaker inne und spielte im selben Jahr in der Rolle der Officer Vokel im Film Evil Born mit. 2013 spielte sie in zehn Episoden der Fernsehserie All About Lizzie die Rolle der Connie. Von 2013 bis 2017 stellte sie in der Fernsehserie Zeit der Sehnsucht die Rolle der Krankenschwester Smith dar. 2014 war sie in der tragenden Nebenrolle der Casey im Low-Budget-Film Bachelor Night: Auf nach Vegas! zu sehen. Nach einer Rolle als Krankenschwester im Film Buddy Hutchins – Falling down again aus dem Jahr 2015 verkörperte sie 2016 unter anderem in drei Episoden der Fernsehserie @Flwers4Algernon die Rolle der Alice Kinnian. Eine wiederkehrende Serienrolle bekam sie 2017 in Consequences und war außerdem im selben Jahr in den Filmen Navy SEALS v Demons und Scramble zu sehen.

## Filmografie (Auswahl)
- 2009: Dr. House (House, M.D., Fernsehserie, Episode 5x13)
- 2011: I Didn’t Know I Was Pregnant (Fernsehserie, Episode 4x23)
- 2011: Elderly Exit (Kurzfilm)
- 2012: Bikini Spring Break Massaker (Girls gone Dead)
- 2012: Evil Born (12/12/12)
- 2013: Reich und Schön (The Bold and the Beautiful, Fernsehserie, Episode 1x6559)
- 2013: Derek and Cameron (Fernsehserie, Episode 1x01)
- 2013: General Hospital (Fernsehserie, Episode 1x12916)
- 2013: Penny (Kurzfilm)
- 2013: All About Lizzie (Fernsehserie, 10 Episoden)
- 2013: Help Desk (Fernsehfilm)
- 2013–2017: Zeit der Sehnsucht (Days of Our Lives, Fernsehserie, 15 Episoden)
- 2014: Schatten der Leidenschaft (The Young and the Restless, Fernsehserie, Episode 1x10331)
- 2014: Zulu Six
- 2014: Courting Chaos
- 2014: Bachelor Night: Auf nach Vegas! (Bachelor Night)
- 2014: Comedy Corner (Fernsehserie, Episode 1x10)
- 2014: The One I Wrote for You
- 2014: The Aspect Ratio
- 2015: Heroine Kombat (Fernsehserie, 1 Episode)
- 2015: Heroine Legends (Fernsehserie, 1 Episode)
- 2015: True Nightmares (Fernsehserie, Episode 1x06)
- 2015: Buddy Hutchins – Falling down again (Buddy Hutchins)
- 2015: White Gold (Kurzfilm)
- 2015: What You Don’t Know (Kurzfilm)
- 2015: My Crazy Ex (Fernsehserie, Episode 2x01)
- 2016: @Flwers4Algernon (Fernsehserie, 3 Episoden)
- 2016: 30 Year Deal (Kurzfilm)
- 2016: The Fort (Kurzfilm)
- 2017: Gina’s Journey: The Search for William Grimes (Dokumentation)
- 2017: Change (Kurzfilm)
- 2017: VooDoo
- 2017: Consequences (Fernsehserie, 5 Episoden)
- 2017: Deadly Sins – Du sollst nicht töten (Deadly Sins, Fernsehdokuserie, Episode 6x03)
- 2017: Navy SEALS v Demons
- 2017: Scramble

## Theater (Auswahl)
- eHarmony, Regie: Fred Durst, National Broadcast
- Westlake Financial Services, Regional Broadcast
- AI University, Regional Broadcast
- Aqua Adventura Park, Regional Broadcast
- SanDisk, Web Broadcast
- Sony 4K, National Broadcast
- Lifetime, National Broadcast
- Avion Tequila, Web Broadcast
- Jacob Fushsburg, Regional Broadcast
- Lucky Strike Bowling, National Broadcast